# Comuna Iazvînkî, Nemîriv
Iazvînkî (în ucraineană Язвинки) este o comună în raionul Nemîriv, regiunea Vinnița, Ucraina, formată din satele Hunka, Iazvînkî (reședința), Kozakivka și Suprunivka.

## Demografie
Componența lingvistică a satului Iazvînkî
     Ucraineană (98,15%)
     Alte limbi (1,51%)
Conform recensământului din 2001, majoritatea populației satului Iazvînkî era vorbitoare de ucraineană (98,15%), existând în minoritate și vorbitori de alte limbi.